# NBBJ建筑事务所
NBBJ建筑事务所是一家创立于美国的全球性建筑设计事务所。

## 代表作品
- 西雅图亞馬遜球體
- 深圳腾讯滨海大厦
- 新加坡滨海舫